# سيدني بيرك
سيدني بيرك (بالإنجليزية: Sydney Burke)‏ (11 مارس 1934 في جنوب أفريقيا - ) هو لاعب كريكت جنوب أفريقيا. شارك مع منتخب جنوب أفريقيا الوطني للكريكت. أما مع النوادي، فقد لعب مع Free State (cricket team) ‏ ونادي الشماليين للكريكت ‏.

## وصلات خارجية
- سيدني بيرك على موقع إي آس بي آن كريك إنفو (الإنجليزية)